# Mbale Heroes FC
Der Mbale Heroes Football Club ist ein ugandischer Fußballverein aus Mbale im Distrikt Mbale. Aktuell, Stand Oktober 2024, spielt der Verein in der ersten Liga, der Ugandan Super League.
Der Verein ist auch unter dem Namen The Giant Killers bekannt.

## Namenshistorie
- 1970: Gründung als Gangama United
- 1995: Fusion mit Dairy Corporation und Umbenennung in Mbale Dairy-Heroes FC
- 2001: Umbenennung in Mbale Heroes FC

## Erfolge
- Ugandischer Pokalsieger: 1975/76, 1998/99
- Ugandischer Pokalfinalist: 1992/93

## Stadion
Der Verein trägt seine Heimspiele im Mbale City Stadium in Mbale im Distrikt Mbale aus. 

## Trainer
Stand: Oktober 2024
| Trainer        | Nation | von              | bis           |
| -------------- | ------ | ---------------- | ------------- |
| Abbey Kikomeko | Uganda | 17. Oktober 2022 | 30. Juni 2023 |